# Pablo Pérez de Lara González
Pablo Pérez de Lara González (Ciudad de México, 12 de junio de 2002) es piloto de automovilismo mexicano, miembro del equipo HO Speed Racing, que actualmente compite en la Súper Copa.

## Carrera

### Karting
Pablo Pérez de Lara inició su carrera como piloto en 2016, debutando en competencias como el SKUSA Tour y el Texas Pro-Kart Challenge (TPKC), así como el SKUSA Supernats en Las Vegas.
En 2018 ascendió a la categoría X30 Senior en los Estados Unidos, destacándose como piloto de su equipo en el SKUSA Pro-Tour y en el Texas Pro Kart Challenge. A partir de 2019, se convirtió en piloto oficial del Ricciardo Kart para México y Estados Unidos, donde continuó obteniendo buenos resultados.

### Fórmula 4
En 2019 firmó con el equipo RPL Racing y Telcel para competir en la FIA Fórmula 4 NACAM.

### Súper Copa
En 2020, se unió al equipo HO Speed Racing como coequipero del también piloto Hugo Oliveras en el campeonato Súper Copa Mercedes Benz. Durante el mismo año también participó en campeonatos virtuales como el Súper Copa Red Cola Sports y la NASCAR Peak México iRacing. En 2021, continuó compitiendo en la Súper Copa en la categoría Mercedes Benz Pro1. En 2022, logró un destacado cuarto lugar junto con su coequipero Emiliano Richards, en la Súper Copa categoría Mercedes Benz Pro1.
En 2023, sigue activo dentro de la misma categoría con el equipo HO Speed Racing.

## Resumen de carrera
| Temporada | Categoría                     | Equipo            | Carreras     | Victorias    | Poles        | VR           | Podios       | Puntos       | Pos.         |
| --------- | ----------------------------- | ----------------- | ------------ | ------------ | ------------ | ------------ | ------------ | ------------ | ------------ |
| 2018-19   | Campeonato NACAM de Fórmula 4 | Telcel RPL Racing | 23           | 2            | 0            | 0            | 10           | 272          | 3.º          |
| 2020      | SC Súper Copa Mercedes Benz   | HO Speed Racing   | 12           | 1            | 0            | 0            | 4            | 1073         | 4.º          |
| 2021      | GTM Gran Turismo Mexico       | HO Speed Racing   | 13           | 0            | 0            | 0            | 1            | 845          | 8.°          |
| 2022      | SC Súper Copa Mercedes Benz   | HO Speed Racing   | 1            | 0            | 0            | 0            | 0            | 37           | 78.º         |
| 2023      | SC Súper Copa Mercedes Benz   | HO Speed Racing   | Disputándose | Disputándose | Disputándose | Disputándose | Disputándose | Disputándose | Disputándose |
| Fuente:   |                               |                   |              |              |              |              |              |              |              |

## Vida personal
Pablo Pérez de Lara es hermano de Andrés Pérez de Lara, quien también es piloto de carreras y con quien compitió en la Fórmula 4. Su padre, Ricardo Pérez de Lara, es un excampeón mexicano y de Ferrari Challenge North America.